# Aşağıdağ, Alaplı
Aşağıdağ là một xã thuộc huyện Alaplı, tỉnh Zonguldak, Thổ Nhĩ Kỳ. Dân số thời điểm năm 2011 là 1296 người.